# Pteronotropis welaka
Pteronotropis welaka är en fiskart som först beskrevs av Barton Warren Evermann och Kendall, 1898.  Pteronotropis welaka ingår i släktet Pteronotropis och familjen karpfiskar. Inga underarter finns listade i Catalogue of Life.
Exemplaren blir cirka 6,5 cm långa. De lever i stim. Gruppen har 20 till 30 medlemmar. Pteronotropis welaka kännetecknas av en svartaktig linje vid varje kroppssida och en svart punkt i stjärtfenans centrum. Könsmogna hannar har en stor svart ryggfena, en blå nos och en gul till orange analfena med svarta strimmor. Andra fjäll på kroppen har en silvervit färg med svarta kanter.
Arten förekommer i sydöstra USA från östra Texas och Mississippi till Florida. Den lever i vattendrag som avvattnar till Mexikanska golfen. Intill vattendragen finns buskar och skog.
Denna fisk har flera från varandra skilda populationer och är därför känslig för förändringar. IUCN listar arten som sårbar (VU).